# Anières
Anières – gmina (fr. commune; niem. Gemeinde) w Szwajcarii, w kantonie Genewa. Leży nad Jeziorem Genewskim.

## Demografia
W Anières mieszka 2 381 osób. W 2020 roku 32,1% populacji gminy stanowiły osoby urodzone poza Szwajcarią.

## Transport
Przez teren gminy przebiegają drogi główne nr 105 i nr 113.